# حارة معين الشمالية (صنعاء)

تعديل مصدري - تعديل

حارة معين الشمالية هي إحدى حارات حي معين بمديرية معين إحد مديريات العاصمة اليمنية صنعاء، بلغ تعداد سكانها 9191 نسمة حسب تعداد اليمن لعام 2004.